# Auto Defense Choc
O Auto Defense Choc ou Auto-Défense de Choc (ADC) foi um programa de treinamento de milícia para as Forças Armadas Reais do Laos. Iniciada por uma missão militar francesa em 1955, suas companhias de 100 homens foram colocadas sob a liderança do comandante da Região Militar local quando treinadas. Em 1 de setembro de 1959, 20 companhias ADC estavam em treinamento e havia 16.000 soldados do ADC em todo o país. Quando os membros da Agência Central de Inteligência (CIA) Theodore Shackley, James William Lair e outros entraram no Reino do Laos no início dos anos 1960, eles instituíram uma versão estadunidense do ADC dependente de material pré-equipado lançado via aérea. Usando um cronograma de treinamento de três dias na Operação Momentum, Shackley, Lair e outros trabalharam com Vang Pao para levantar uma força de guerrilha de 5.000 soldados em vários meses.
O sucesso do conceito ADC ajudou a difundi-lo. O Governo Real do Laos criou sua própria versão. As Forças Especiais do Exército dos Estados Unidos copiaram o ADC para a Operação White Star e a Operação Pincushion e para organizar o Degar no Vietnã do Sul. Em 1967, as Forças Especiais Reais Tailandesas iniciaram tardiamente seu próprio programa de ADC ao longo da fronteira entre Tailândia e Laos. À medida que a Guerra Civil do Laos continuava, as tropas ADC começaram a assumir o papel de infantaria ligeira regular. Foram reunidos em unidades maiores, como batalhões ad hoc. Em muitos casos, a milícia da aldeia era transferida de suas aldeias de origem. Foram designados para tarefas não guerrilheiras como defender ou atacar posições fixas. Também foram recrutados em unidades regulares do Exército Real do Laos. Seus números diminuíram na confusão da guerra; o ADC perdeu importância até que apenas 6.000 permaneceram em serviço no final da guerra.